# Jezbořice
Jezbořice (en allemand : Jesboritz) est une commune du district et de la région de Pardubice, en République tchèque. Sa population s'élevait à 389 habitants en 2024.

## Géographie
Jezbořice se trouve à 9 km au sud-ouest de Pardubice, à 28 km au sud-sud-ouest de Hradec Králové et à 91 km à l'est-sud-est de Prague.
La commune est limitée par Barchov et Starý Mateřov au nord, par Čepí à l'est, par Rozhovice et Klešice au sud et par Jeníkovice à l'ouest.

## Histoire
La première mention écrite du village date de 1131.

## Galerie

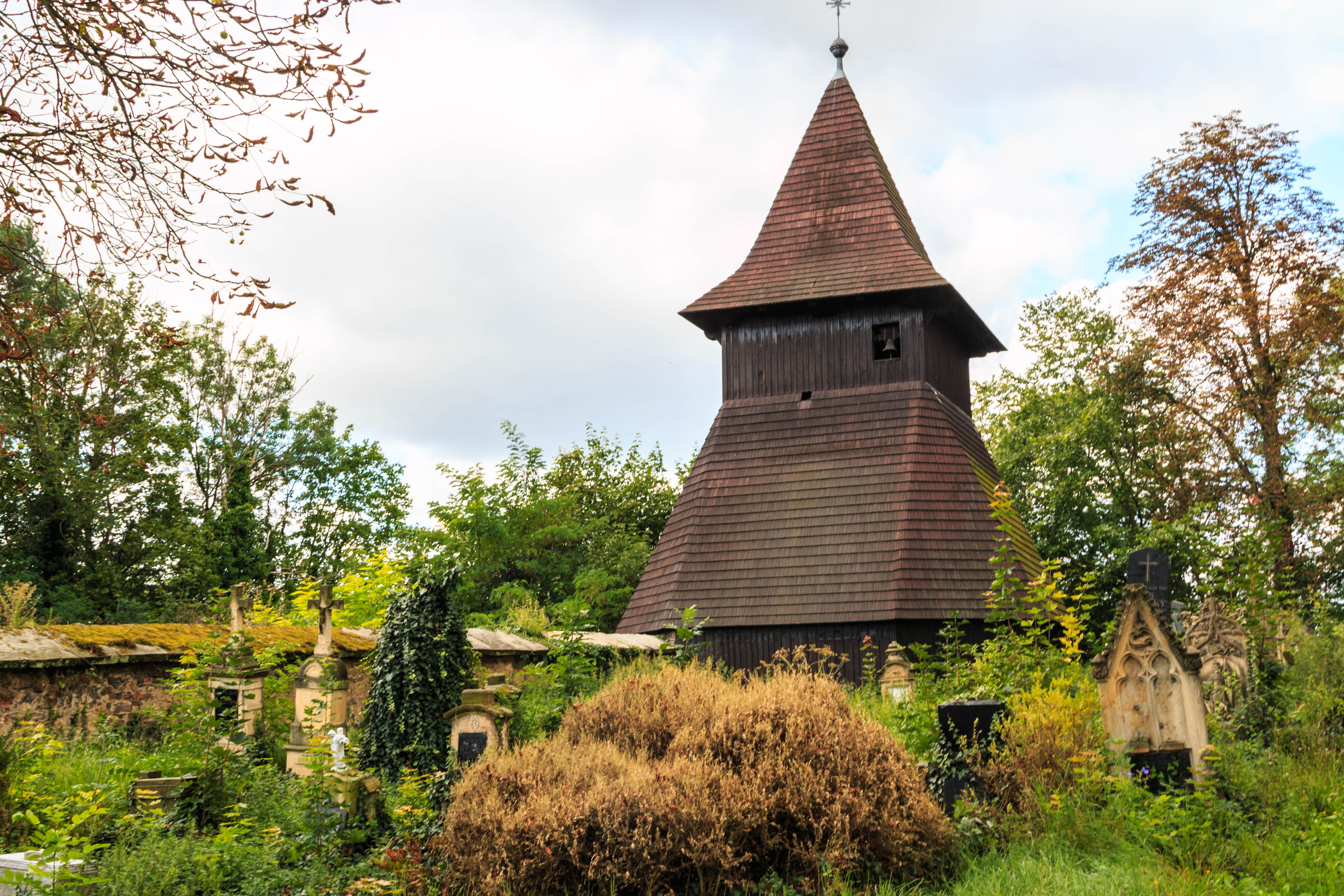
Tour-clocher en bois de l'Église Saint-Venceslas.
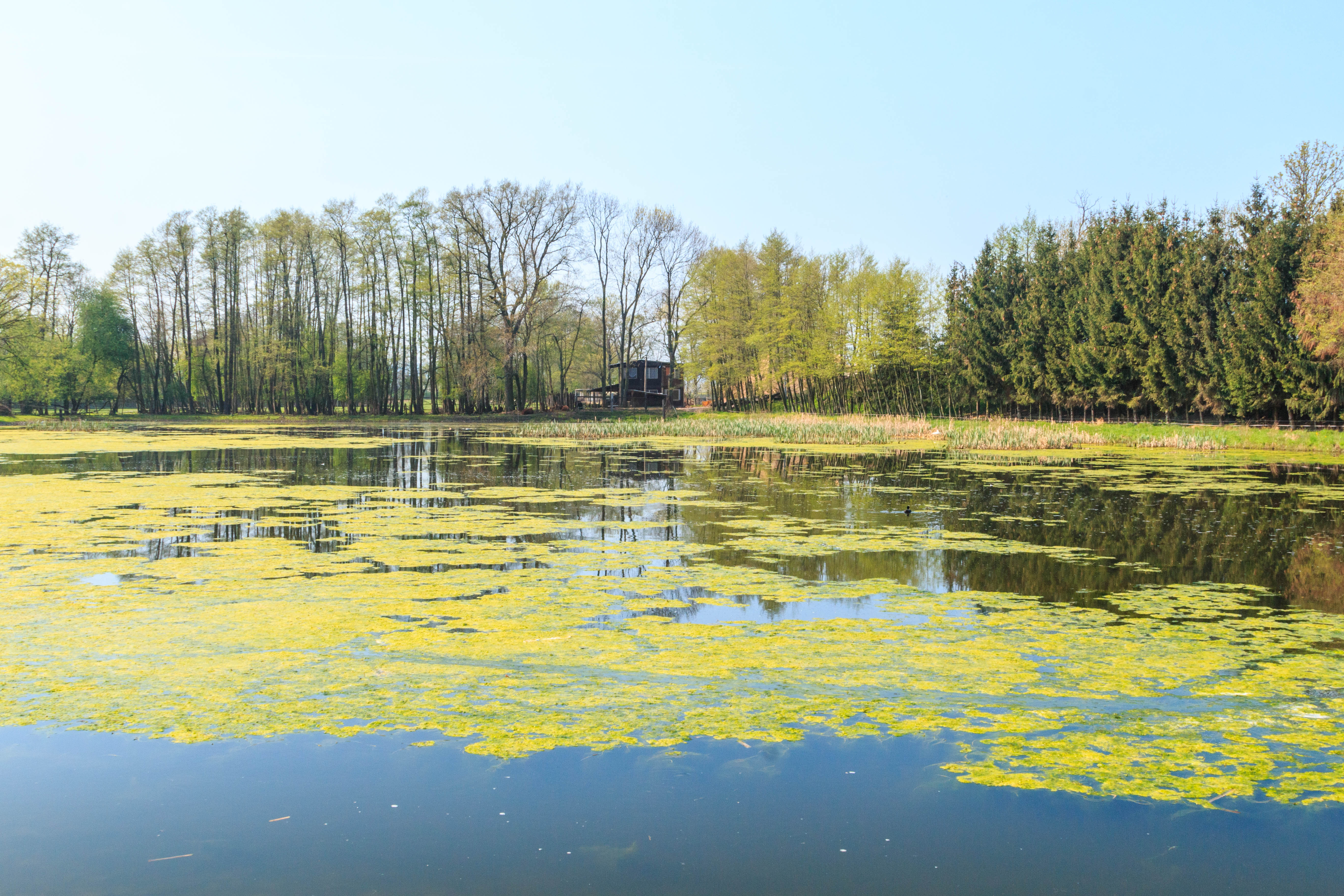
Étang de Jezbořák.

## Transports
Par la route, Jezbořice se trouve à 4,5 km de Heřmanův Městec, à 9,5 km de Chrudim, à 12 km de Pardubice et à 116 km de Prague. 